# May J.
May J. (Мэй Джей, наст. имя Мэй Хасимото: 橋本 芽生) — японская поп-певица и телеведущая японско-русско-иранского происхождения. Дебютировала на мейджор-лейбле 12 июля 2006 года с мини-альбомом All My Girls и с тех пор неоднократно занимала высокие места в японских хит-парадах. Ведёт музыкальную передачу J-MELO на телеканале NHK World. Умеет отлично играть на фортепьяно. В 2011 году посетила Россию, дав мини-концерт в рамках проходившего в Москве фестиваля японской культуры J-FEST.

## Дискография

### Альбомы
| № | Альбом                                                                | Oricon Weekly Album Chart |
| - | --------------------------------------------------------------------- | ------------------------- |
| — | All My Girls - мини-альбом - Издан: 12 июля 2006                      | 85                        |
| 1 | Baby Girl - Издан: 5 декабря 2007                                     | 50                        |
| 2 | Family - Издан: 27 мая 2009                                           | 4                         |
| 3 | For You - Издан: 17 февраля 2010                                      | 9                         |
| — | Believin'... - мини-альбом - Издан: 24 ноября 2010                    | 42                        |
| 4 | Colors - Издан: 26 января 2011                                        | 23                        |
| 5 | Secret Diary - Издан: 25 января 2012                                  | 35                        |
| 6 | Brave - Издан: 5 декабря 2012                                         | 57                        |
| — | May J. BEST -7 Years Collection- - компиляция - Издан: 6 февраля 2013 | 13                        |
| — | Summer Ballad Covers - кавер-альбом - Издан: 19 июня 2013             | 4                         |
| — | Love Ballad - кавер-альбом - Издан: 23 октября 2013                   | 6                         |

### Синглы
| Год  | Название                                                                            | Oricon Weekly Single Chart | Альбом    |
| ---- | ----------------------------------------------------------------------------------- | -------------------------- | --------- |
| 2006 | «I Say Yeah!» - сингл в исп. Pushim, Rhymester, Home Made Kazoku, Maboroshi, May J. | 8                          |           |
| 2006 | «Here We Go» feat. VERBAL (m-flo)                                                   | 70                         | Baby Girl |
| 2007 | «Dear...»                                                                           | 97                         | Baby Girl |
| 2007 | «Do Tha' Do Tha» (яп. DO tha' DO tha')                                              | —                          | Baby Girl |
| 2010 | «Shiny Sky»                                                                         | 54                         |           |
| 2012 | «Rewind -Tokitowa Edition-» (яп. Ｒｅｗｉｎｄ－トキトワ Ｅｄｉｔｉｏｎ－)           | 30                         |           |